# アンナ・カリンスカヤ
アンナ・ニコラエヴナ・カリンスカヤ（Анна Николаевна Калинская, 1998年12月2日 - ）は、ロシアの女子プロテニス選手。自己最高ランキングはシングルス11位、ダブルス49位。

## 経歴

### 2025年
ブリスベン国際のダブルスでプリシラ・ホンと組み、決勝でミラ・アンドレーワとディアナ・シュナイダーのペアに敗れ、準優勝。
アデレード国際では、負傷により1回戦で途中棄権。
全豪オープンは、1回戦が始まる数分前に棄権。
シンガポール・オープンでは、キャロライン・ドールハイド、シモナ・ウォルタート、マナンチャヤ・サワンカエウを破り、準決勝に進出。アン・リーとの準決勝では、第1セットをタイブレークの末に落とした後に、太ももの負傷により棄権した。

## 4大大会シングルス成績
略語の説明
| W | F | SF | QF | #R | RR | Q# | LQ | A | Z# | PO | G | S | B | NMS | P | NH |

W=優勝, F=準優勝, SF=ベスト4, QF=ベスト8, #R=#回戦敗退, RR=ラウンドロビン敗退, Q#=予選#回戦敗退, LQ=予選敗退, A=大会不参加, Z#=デビスカップ/BJKカップ地域ゾーン, PO=デビスカップ/BJKカッププレーオフ, G=オリンピック金メダル, S=オリンピック銀メダル, B=オリンピック銅メダル, NMS=マスターズシリーズから降格, P=開催延期, NH=開催なし.
| 大会           | 2016 | 2017 | 2018 | 2019 | 2020 | 2021 | 2022 | 2023 | 2024 | 2025 | 通算成績 |
| -------------- | ---- | ---- | ---- | ---- | ---- | ---- | ---- | ---- | ---- | ---- | -------- |
| 全豪オープン   | A    | Q1   | 1R   | 1R   | 1R   | Q2   | Q1   | 1R   | QF   | A    | 4–5      |
| 全仏オープン   | A    | Q1   | Q3   | Q1   | 1R   | Q1   | 1R   | A    | 2R   |      | 1–3      |
| ウィンブルドン | A    | Q1   | Q3   | 1R   | NH   | 1R   | A    | A    | 4R   |      | 3–3      |
| 全米オープン   | A    | Q1   | 1R   | 2R   | 2R   | Q2   | 2R   | 2R   | 3R   |      | 6–6      |